# Griekse bronlibel
De Griekse bronlibel (Cordulegaster helladica) is een echte libel uit de familie van de bronlibellen (Cordulegastridae).
De soort staat op de Rode Lijst van de IUCN als bedreigd, beoordelingsjaar 2019; de trend van de populatie is volgens de IUCN dalend. De Griekse bronlibel komt uitsluitend voor in Griekenland.
De wetenschappelijke naam van de soort werd in 1993 gepubliceerd door H. Lohmann. De Nederlandstalige naam is ontleend aan Libellen van Europa.